# Schadegan
Schadegan (persisch شادگان), anders transkribiert auch Shadegan, ist eine Stadt in der Provinz Chuzestan im Südwesten Irans. Im Jahr 2006 hatte Schadegan hochgerechnet 48.642 Einwohner.